# Pani do towarzystwa
Pani do towarzystwa (wł. Nessuno mi può giudicare) – włoski film komediowy z 2011 roku w reżyserii Massimiliano Bruno. W rolach głównych wystąpili Paola Cortellesi, Raoul Bova i Anna Foglietta.

## Fabuła
Film, obfitujący w komediowe wątki, przedstawia historię 35-letniej Alice (Paola Cortellesi). Kobieta wiedzie szczęśliwe życie u boku swojego męża, wychowując 9-letniego syna i z pomocą trzech gosposi prowadząc dom. Sytuacja diametralnie zmienia się, gdy jej mąż ginie w wypadku i pozostawia po sobie ogromne długi wymagające natychmiastowej spłaty. Grozi jej pozbawienie opieki nad synem. Alice bez powodzenia szuka dobrze płatnej pracy, wreszcie decyduje się podjąć pracę jako luksusowa dama do towarzystwa. W tajniki zawodu wprowadza ją popularna w środowisku Eva (Anna Foglietta).

## Obsada
- Paola Cortellesi – Alice
- Raoul Bova – Giulio
- Rocco Papaleo – Lionello Frustace
- Anna Foglietta – Eva
- Awa Ly – Abeba
- Caterina Guzzanti – Sofia
- Dario Cassini – Pietro
- Fausto Leali – we własnej osobie
- Giovanni Bruno – Filippo
- Hassani Shapi – Aziz
- Lucia Ocone – Tiziana
- Massimiliano Bruno – Francesco Graziani
- Pasquale Petrolo – Enzo
- Raul Bolanos – Marcelo
- Riccardo Rossi – dziennikarz
- Valerio Aprea – Biagio
- Valerio Mastandrea – klient Evy / narrator

## Produkcja
Zdjęcia kręcono w Rzymie.